# Gaetano Pini-Corsi
Gaetano Pini-Corsi (Zara, 25 febbraio 1865 – Milano, 16 dicembre 1935) è stato un tenore italiano.
Fratello del baritono Antonio Pini-Corsi, creò il ruolo del sensale Goro nella Madama Butterfly alla Scala nel 1904. Debuttò nel 1885 a Napoli in Linda di Chamounix.